# George Connor
 George Connor  va ser un pilot estatunidenc de curses automobilístiques nascut el 16 d'agost del 1906 a Rialto, Califòrnia.
Connor va córrer a la Champ Car a les temporades 1935-1952 incloent-hi la cursa de les 500 milles d'Indianapolis de molts d'aquests anys.
George Connor va morir el 28 de març del 2001 a Hesperia, Califòrnia.

## Resultats a la Indy 500
| Any    | Cotxe  | Sortida | Vel. mitja | Ranking | Final  | Voltes | V. líder | Retirat               |
| ------ | ------ | ------- | ---------- | ------- | ------ | ------ | -------- | --------------------- |
| 1935   | 37     | 14      | 114.321    | 19      | 19     | 112    | 0        | Transmissió           |
| 1936   | 38     | 5       | 116.269    | 9       | 10     | 200    | 0        | Va acabar             |
| 1937   | 17     | 12      | 120.240    | 8       | 9      | 200    | 0        | Va acabar             |
| 1938   | 15     | 19      | 120.326    | 18      | 19     | 119    | 0        | Motor                 |
| 1939   | 18     | 12      | 123.208    | 19      | 13     | 195    | 0        | Motor                 |
| 1940   | 10     | 17      | 124.585    | 8       | 26     | 52     | 0        | Motor                 |
| 1941   | 14     | 13      | 123.984    | 10      | 16     | 167    | 0        | Transmissió           |
| 1946   | 38     | 30      | 120.006    | 26      | 24     | 38     | 0        | Pistons               |
| 1947   | 14     | 13      | 124.874    | 5       | 26     | 32     | 0        | Pèrdua de combustible |
| 1948   | 9      | 17      | 123.018    | 25      | 28     | 24     | 0        | Palier                |
| 1949   | 22     | 6       | 128.228    | 13      | 3      | 200    | 0        | Va acabar             |
| 1950   | 5      | 4       | 132.163    | 7       | 8      | 135    | 0        | Va acabar             |
| 1951   | 22     | 21      | 133.353    | 19      | 30     | 29     | 0        | Junta de motor        |
| 1952   | 54     | 14      | 135.609    | 15      | 8      | 200    | 0        | Va acabar             |
| Totals | Totals | Totals  | Totals     | Totals  | Totals | 1703   | 0        |                       |

| Curses       | 14 |
| Poles        | 0  |
| Voltes líder | 0  |
| Victòries    | 0  |
| Top 5        | 1  |
| Top 10       | 5  |
| Retirades    | 9  |

## A la F1
El Gran Premi d'Indianapolis 500 va formar part del calendari del campionat del món de la Fórmula 1 entre les temporades 1950 a la 1960.
Els pilots que competien a la Indy durant aquests anys també eren comptabilitats pel campionat de la F1.
George Connor va participar en 3 curses de F1, debutant al Gran Premi d'Indianapolis 500 del 1950.

### Palmarès a la F1
- Participacions: 3
- Poles: 0
- Voltes Ràpides: 0
- Victòries: 0
- Pòdiums: 0
- Punts vàlids per la F1: 0